# Africanismo

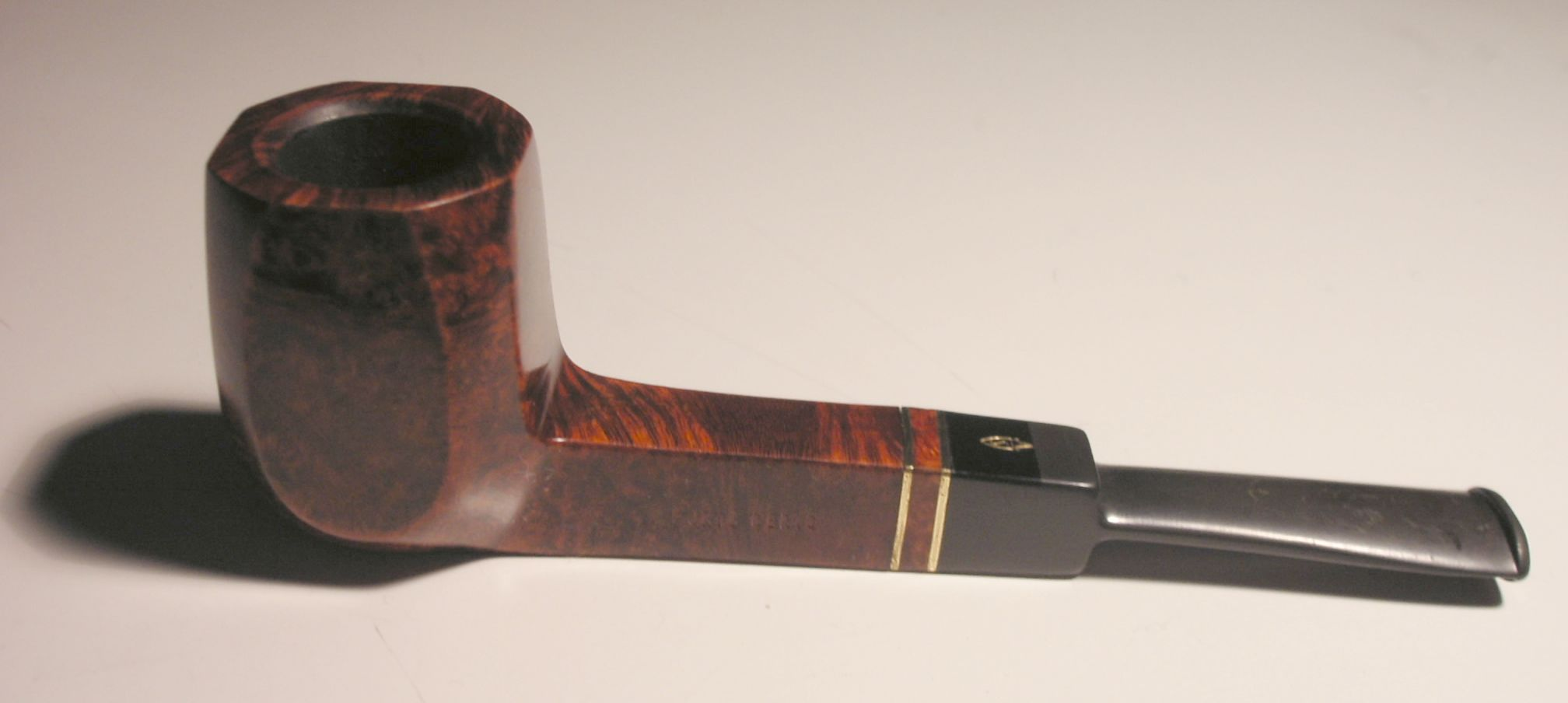
O substantivo "cachimbo" é um africanismo. Sua origem etimológica remonta ao termo quimbundo kixima.

Africanismo, em linguística, é o uso de palavras de origem africana em línguas de outros continentes, como o português e o espanhol.

## Em Português
Os levantamentos de palavras de origem africana no português brasileiro começaram no fim do século XIX, ligados à construção de uma identidade da língua nacional. A falta de estudos sobre as línguas africanas, porém, levou a maioria dos autores a registrar esses vocábulos apenas sob o nome genérico de "africanismos", sem atentar para a origem específica de cada um e por vezes menosprezando essas contribuições. A maioria das contribuições africanas veio das línguas bantas. Há também palavras vindas da língua iorubá.
Além disso, certas construções no sotaque de determinadas regiões do Brasil, como por exemplo o sotaque carioca, como dizer "pegaro" para "pegaram" ou "centarro" para "centavo", tem origem nas línguas bantas. Para além das palavras, os sete sons de vogais utilizados no português brasileiro ("a", "é", "ê", "ó", "ô" e "u") são os mesmos do banto, assim como a construção de palavras seguindo a regra consoante-vogal-consoante-vogal, o que faz com que palavras como "pneu" sejam pronunciadas no português brasileiro como "pinêu".